# Рашо

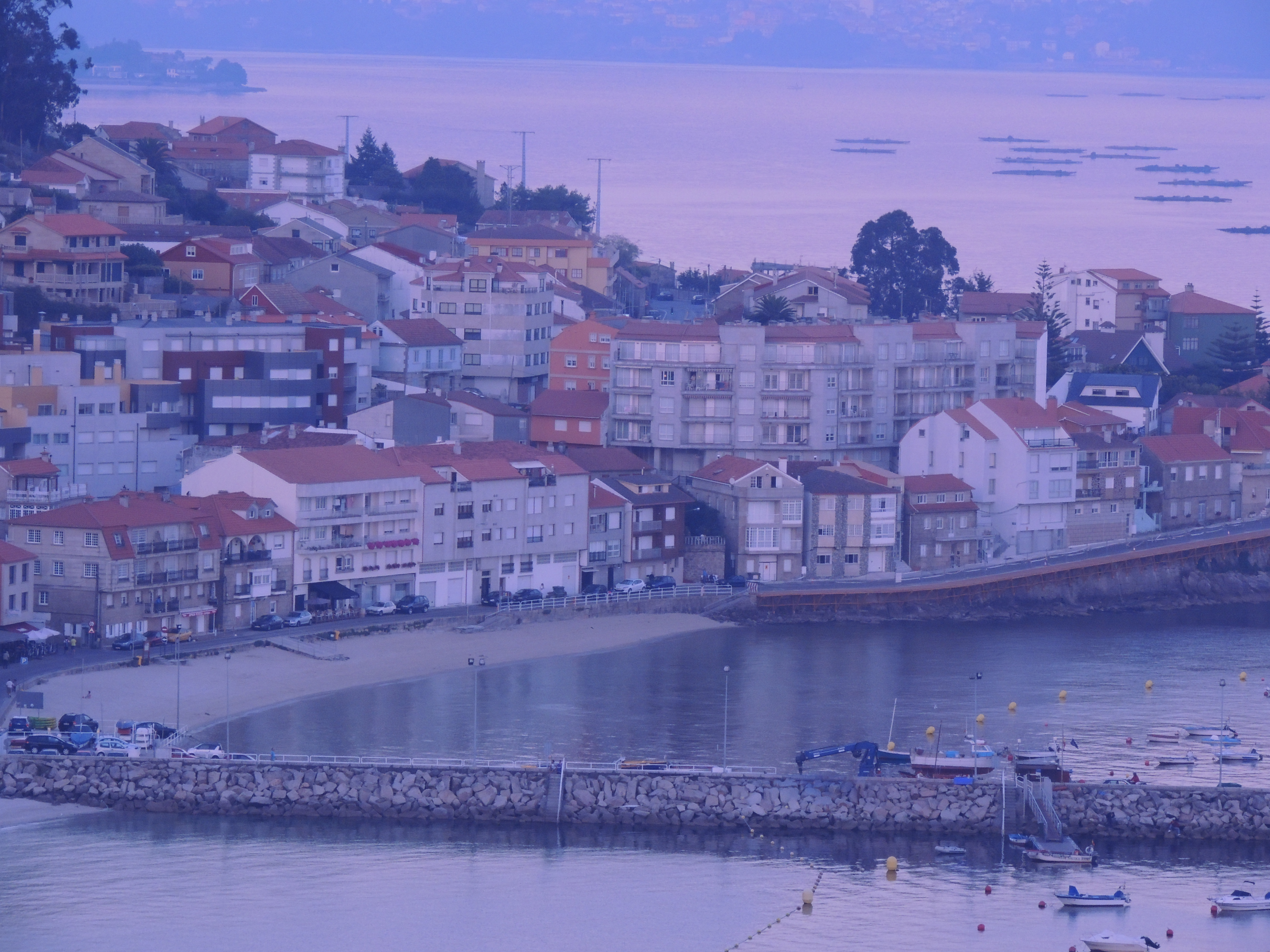
Вид на Рашо

Парафия Рашо (исп. Rajo, официально исп. San Gregorio de Raxó) — приход, расположенный в муниципалитете Пойо, в провинции Понтеведра, автономном сообществе Галисии, на северо-западе Испании. Рашо — типичная морская испанская деревня, ставшая туристическим центром.
Согласно муниципальной переписи населения 2004 года, в Рашо жили 1137 человек (583 женщины и 554 мужчины). По сравнению с 1999 годом наблюдается рост населения (с 1069 жителей).

## География
Рашо имеет площадь 1,8 км² из 34 км² всего муниципалитета Пойо, это небольшой приход. Рельеф с крутым склоном, опускающийся со 171 м над уровнем моря до уровня моря всего за 3 км. Характерные места прибрежной полосы — Пунта-де-Синас, пляжи Фонте-Майор, Синас, Сеорто, А-Гранша и Ареа-де-Агра в приходе Доррон (Саншеншо).